# انتخابات الرئاسة المالديفية 2008
انتخابات الرئاسة المالديفية 2008 هي الانتخابات الرئاسية التي جرت في 2008، لانتخاب رئيس جزر المالديف، فاز بالانتخابات محمد نشيد.